# Can Vilallonga Petit
Can Vilallonga Petit o Mas Torras és una obra del municipi de Cassà de la Selva (Gironès) inclosa en l'Inventari del Patrimoni Arquitectònic de Catalunya.

## Descripció
Es tracta d'una masia tradicional amb murs de càrrega de pedra morterada. Planta rectangular de tipus basilical amb estructura de tres crugies. La coberta del cos central té la teulada a dues aigües amb pendent cap a la façana principal, fet diferencial del tipus tradicional. Posteriorment s'afegí una pallissa a la façana de llevant. Durant el segle xix es fan ampliacions. Portes d'accés i finestres amb carreus de pedra i rapissa emmotllurada.

## Història
El mas segurament és una construcció del s. XVI, però l'estructura actual és fruit d'una reforma del s. XVIII segons consta a la llinda de la porta d'accés (1781). El mas tenia el nom de Can Vilallonga Petit, la qual cosa fa pensar que hauria estat una masoveria del mas Vilallonga del mateix veïnat. Les reformes de principis del segle XX ampliaren el conjunt i li donaren el nom del nou propietari Sr. Torres, segons consta al portal d'accés principal.